# 郝家沟站
郝家沟站是太原地铁1号线的地铁车站，位于中华人民共和国山西省太原市迎泽区迎泽东大街与双郝巷交叉口，于2025年2月22日开通。

## 车站结构
郝家沟站位于迎泽东大街与双郝巷交叉口，沿迎泽东大街设置，呈东西走向，为地下五层岛式站台车站，车站长174米，标准段宽22.5米，车站地下一层、地下二层为商业层，地下三层为站厅层，地下四层为设备层，地下五层为站台层，站台设置全高站台门。
| 地面              | 出入口 | A1、A2、B1、B2、C出入口                                                                                                   |
| 地下一层          | 商业   | 商业层 |
| 地下二层          | 商业   | 商业层 |
| 地下三层          | 站厅   | 客服中心、自动售票机、验票机                                                                                              |
| 地下四层          | 设备   | 车站设备 |
| 地下五层          | 站台   | \| \| \| █ 1号线往河龙湾（太原站东广场） \| \| 島式 · 開左邊车门 \| \| \| \| \| \| █ 1号线往武宿1号2号航站楼（朝阳街） \| |
|                   |        | █ 1号线往河龙湾（太原站东广场）                                                                                           |
| 島式 · 開左邊车门 |        | |
|                   |        | █ 1号线往武宿1号2号航站楼（朝阳街）                                                                                       |

## 车站出口
郝家沟站共有5个出入口，其中C出入口仅设有无障碍电梯，各出口及周围设施如下所示：
| 出口编号            | 照片 | 地点               | 可到达目的地         |
| ------------------- | ---- | ------------------ | -------------------- |
| A · 1 · 出口        |      | 迎泽东大街（北侧） | 太原市第五十二中学校 |
| A · 2 · 出口        |      | 迎泽东大街（南侧） | 双塔新B区            |
| B · 1 · 出口        |      | 迎泽东大街（南侧） | 双塔寺铁路宿舍       |
| B · 2 · 出口        |      | 迎泽东大街（北侧） | 二马路小区           |
| C · 出口 · （设有） |      | 迎泽东大街（北侧） | 二马路小区           |
| 图例： 设有         |      |                    |                      |

## 接驳交通

### 公交车
| 二马路小区 | 二马路小区 | 二马路小区 | 二马路小区   | 二马路小区 |
| 编号       | 路线       | 路线       | 路线         | 备注       |
| ---------- | ---------- | ---------- | ------------ | ---------- |
| 11         | 松庄停车场 | ⇆          | 龙兴街招呼站 |            |
| 814        | 东客站     | ⇆          | 西苑南路口   |            |

## 车站历史
本站建设时期工程名为迎泽东大街站，开通前确定以郝家沟站作为车站正式名称。
- 2023年5月21日，车站主体结构封顶[4]。
- 2025年2月22日，车站随1号线一期通车开通[1]。